# La Haye-d'Ectot
 La Haye-d'Ectot  es una población y comuna francesa, situada en la región de Baja Normandía, departamento de Mancha, en el distrito de Cherbourg-Octeville y cantón de Barneville-Carteret.

## Demografía
| 219 | 210 | 163 | 150 | 147 | 195 |
| Para los censos de 1962 a 1999 la población legal corresponde a la población sin duplicidades (Fuente: INSEE [Consultar]) |     |     |     |     |     |